# Stichting Aanvullende Motorsport

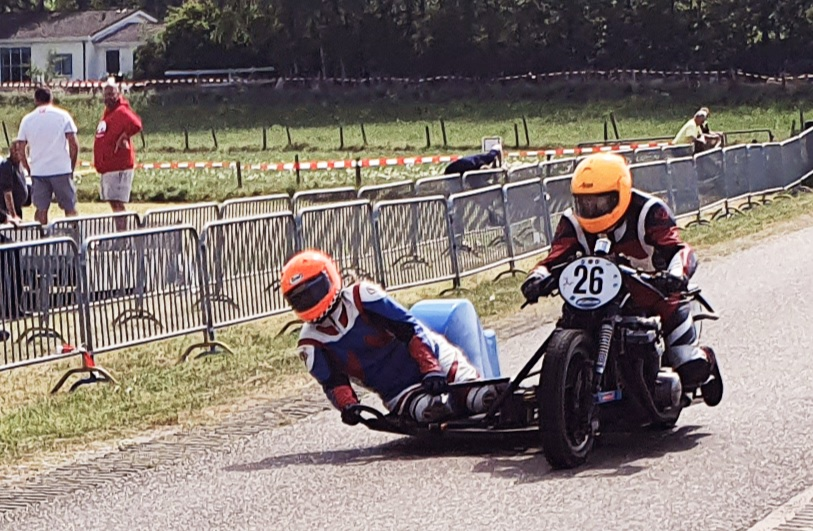
Zijspanklasse SAM racedemo Hierden mei 2022

SAM (Stichting Aanvullende Motorsport) is in 1988 begonnen als een stichting die alternatieve (goedkope) wedstrijdklassen in staat stelt te rijden, soms in samenhang met een clubwedstrijd. Voorbeelden van door de SAM georganiseerde wedstrijden waren de Sound of Singles, BEARS en de BOTT-klasse.
Na een periode van relatieve inactiviteit werd 'de SAM' rond het jaar 2008 nieuw leven ingeblazen door de toenmalige voorzitter Evert Welvaart en zijn vrouw Riet. Sindsdien concentreerde de stichting zich hoofdzakelijk op het organiseren van classic racedemo's (regelmatigheidsdemonstraties) voor klassieke wegracemotoren. In de praktijk komt dat neer op de klassen 50, 125, 250, 350, 400 en 750 cc, met bouwjaren tussen ongeveer 1965 en 1987. In de enduranceklasse wordt gereden met motoren tot 1989 en in de EVO-klasse met 400cc viertakten en 250cc tweetakten tot 1992 en met maximaal 800cc eencilinder viertakten.
Momenteel bestaat het bestuur uit voorzitter Wim Hendriks, secretaris Noud Lourense, penningmeester Harry Bouwman en algemeen bestuurslid Richard Borrenberg. De SAM werkt veel samen met motorsportorganisatie MCRT.